# Maghschan Schumabai
Maghschan Bekenuly Schumabai (kasachisch Мағжан Бекенұлы Жұмабай, russisch Магжан Бекенович Жумабаев Magschan Bekenowitsch Schumabajew; * 25. Juni 1893 im Bezirk Petropawlowsk, Oblast Akmola, Russisches Kaiserreich; † 19. März 1938 in Alma-Ata, Kasachische SSR) war ein kasachischer Dichter und Schriftsteller.

## Leben
Maghschan Schumabai wurde am 25. Juni 1893 in einem Dorf im Bezirk Petropawlowsk in der Oblast Akmola im Russischen Kaiserreich geboren. Ab 1905 besuchte er eine Madrasa in Petropawlowsk, wo er Arabisch, Persisch, Türkisch und die Geschichte der Turkvölker studierte. 1910 beendete er seine Ausbildung an der Schule. Anschließend ging er nach Ufa, wo er an der renommierten Galija-Madrasa studierte.
1912 veröffentlichte er seine erste Gedichtsammlung mit dem Titel Sholpan. Im folgenden Jahr kehrte er nach Petropawlowsk zurück und begann Russisch zu lernen. Im selben Jahr zog Schumabai nach Omsk, wo er das Lehrerseminar besuchte. In dieser Zeit arbeitete er unter anderem mit der Zeitung Qazaq zusammen, die von Achmet Baitursynuly, Älichan Bökeichan und Mirschaqyp Dulatuly herausgegeben wurde. Er beteiligte sich zusammen mit Nyghmet Nurmaqow und Säken Seifullin aktiv an der Gründung der Bildungs- und Kulturorganisation Birlik. In dieser Phase seines Schaffens klingen die Motive des nationalen Befreiungskampfes immer stärker in seinen Gedichten an.
Nach dem erfolgreichen Abschluss des Lehrerseminars kehrte er in seine Heimat zurück und war dort beteiligt an der Gründung der Alasch-Partei. Nach der Februarrevolution 1917 wurde Schumabai in das Regionalkomitee der Alasch-Partei gewählt. Obwohl er auf den Kongressen der Partei als Abgeordneter in die verfassungsgebende Versammlung gewählt wurde, war er nicht politisch aktiv. Vielmehr war er ab dieser Zeit in Bereichen Bildung und im Journalismus tätig. So gründete er 1918 in Omsk Kurse für kasachische Lehrer und veröffentlichte 1922 sein Werk Pedagogika. Er war einige Zeit lang Herausgeber der Zeitung Bostandyq tuy. 1922 wurde er von Turar Rysqulow eingeladen, am kasachisch-kirgisischen Institut für Bildung in Taschkent zu arbeiten. Zu dieser Zeit veröffentlichte er auch sein bekanntes Gedicht Batyr Bajandy, das von Turkestan handelt. In Taschkent erschien auch sein zweiter Gedichtband. Auch gab es erste Vorwürfe von Nationalismus und Panturkismus gegen ihn.
Auf Einladung von Anatoli Lunatscharski, Volkskommissar für Bildung der RSFSR, kam Schumabai 1923 nach Moskau. Hier unterrichtete er orientalische Sprachen an der Kommunistischen Universität der Werktätigen des Ostens. Er stellte Lehrbücher für kasachische Sekundarschulen zusammen und übersetzte Werke russischer Dichter ins kasachische. Daneben studierte er von 1923 bis 1926 am Moskauer Literatur- und Kunstinstitut. 1927 kehrte er nach Petropawlowsk zurück, wo er als Lehrer an einer Schule arbeitete.
1929 wurde er unter dem Vorwurf des Nationalismus festgenommen und im Moskauer Butyrka-Gefängnis inhaftiert. Er wurde zu zehn Jahren Haft verurteilt und verbracht die folgende Zeit im Gefangenenlager Solowki auf den Solowezki-Inseln. 1934 schrieb er einen Brief an den bekannten Schriftsteller Maxim Gorki, der sich daraufhin für seine Freilassung einsetzte. 1936 wurde Schumabai vorzeitig entlassen, aber wenige Monate später am 30. Dezember 1937 erneut festgenommen. Am 19. März 1938 wurde er von Mitarbeitern des NKWD in Alma-Ata erschossen.